# لندیسبورگ (ویرجینیای غربی)
لندیسبورگ (به انگلیسی: Landisburg) یک منطقهٔ مسکونی در ایالات متحده آمریکا است که در شهرستان فایت، ویرجینیای غربی واقع شده‌است. لندیسبورگ ۷۶۱٫۰۹ متر بالاتر از سطح دریا واقع شده‌است.